# Hahnheimer Bruch
Das Naturschutzgebiet Hahnheimer Bruch liegt in den Landkreisen Alzey-Worms und Mainz-Bingen in Rheinland-Pfalz.
Das 50,34 ha große Gebiet, das im Jahr 1990 unter Naturschutz gestellt wurde, erstreckt sich zwischen der Ortsgemeinde Udenheim im Westen und der Ortsgemeinde Hahnheim im Südosten. Unweit östlich und nördlich verläuft die Landesstraße L 432, westlich verläuft die A 63.
Das Gebiet umfasst den Bereich der Selzniederung mit naturnahem Bachlauf, Gräben, Gehölzbeständen, Schilfröhrichten, Seggenrieden, Feuchtwiesen und -brachen und grundfeuchten Ackerflächen.

## Hintergrund
Noch im letzten Jahrhundert gingen die landwirtschaftlich genutzten Flächen bei Hahnheim bis unmittelbar an die Selz, einem zu dem Zeitpunkt noch stark verschmutzten Nebenfluss des Rheins. Erste Flächen zur Renaturierung kaufte die Naturschutzorganisation NABU, heute ist der Selzverband Eigentümer der Flächen. Naturschützer wie Siegfried Schuch, ehemaliger Vorsitzender des NABU Rheinland-Pfalz, beobachteten in dem Gebiet „mit tollen Schilfbeständen“ im Jahr 2019 mehr als vierzig Brutvogelarten, darunter Zwergtaucher, Drosselrohrsänger, Sumpfrohrsänger, Rohrweihe, Rohrschwirl und Bekassine. Inzwischen sei die Selz im Hahnheimer Bruch wieder Laichort zahlreicher Fische und Amphibien, sagen andere Naturschützer.
Das Naturschutzgebiet Hahnheimer Bruch ist Teil des Vogelschutzgebietes 6014-402, das sich entlang des Selztals von Hahnheim bis Ingelheim erstreckt. Es gehört damit zum EU-weiten Netz von Schutzgebieten zur Erhaltung gefährdeter oder typischer Lebensräume und Arten, Natura 2000.